# Радовиш
Радовиш, застаріле Радовиште (мак. Радовиш) — місто в Республіці Македонії, центр однойменної громади Радовиш. Населення Радовишу становить 16223 людей.

## Географія
Радовиш знаходиться в південно-східній частині Північної Македонії, і підніжжя гори Плачковиця в Радовишській улоговині.

## Історія
У перший раз Радовиш згадується у 1019 році в грамоті візантійського імператора Василя II Болгаробійця.
У місцевості «Хісар» знайдено останки середньовічної фортеці.

## Населення
За переписом 2002 року, в Радовиш проживало 16223 жителів, з яких:
- македонці — 13991
- албанці — 1
- турки — 1927
- цигани — 181
- влахи — 20
- серби — 60
- боснійці — 1
- інші — 42

## Люди, пов'язані з містом
- Болгарія Анастасій Струмишський (Спас Струмисьшкий) (1774–1794) — християнський новомученик
- Югославія Ацо Караманов (1927–1944) — комуніст-партизан
- Туреччина Ільхам Емін (1931) — поет і перекладач
- Болгарія Кирил Ціпушев (? — 1928) — болгарський революціонер
- Болгарія Коце Ціпушев (1877–1966) — болгарський революціонер
- Північна Македонія Томе Даневський (1970) — політик, депутат від ВМРО-ДПМНЄ

## Міста-партнери
Має партнерські зв'язки з українським містом:
- Кам'янець-Подільський

## Фото

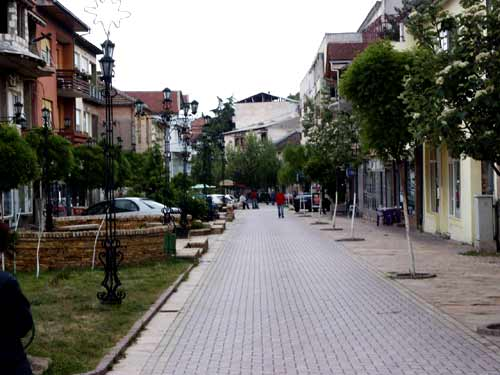
Центральна частина Радовишу
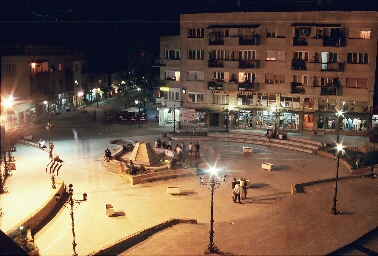
Центральна частина Радовишу
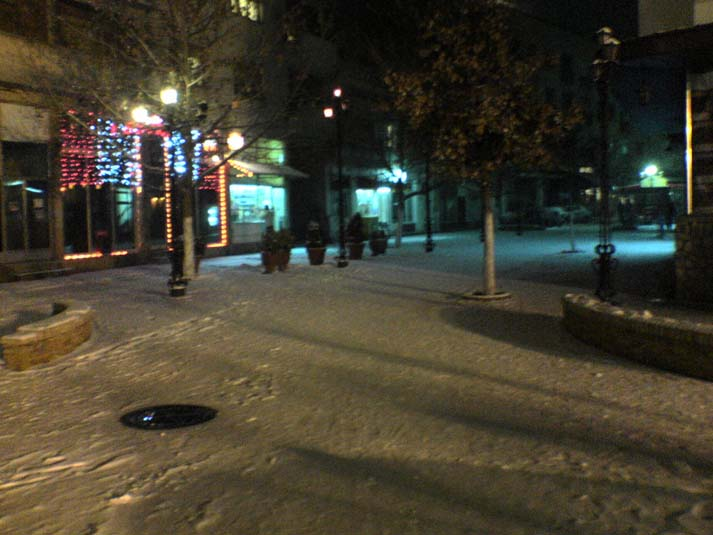
Зима в Радовиші
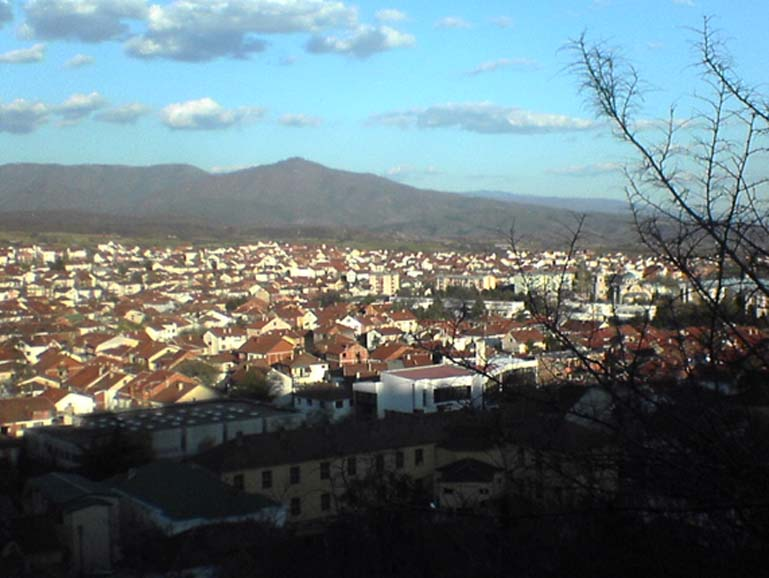
Вид на Радовиш